# Mangyan
Mangyan is de overkoepelende naam voor acht inheemse bevolkingsgroepen op het Filipijnse eiland Mindoro. In totaal leven er naar schatting 100.000 Mangyan in de moeilijk toegankelijke gebieden midden op Mindoro. De acht bevolkingsgroepen die samen met de benaming Mangyan aangeduid worden zijn: Iraya, Alangan, Tadyawan, Tawbuid (of Batangan), Buhid, Hanunoo, Ratagnon en Bangon. Zij onderscheiden zich van elkaar door hun taal en hun gebruiken. 